# Oxítona
Classifica-se como oxítona ou aguda quando há uma palavra que tenha o  acento tônico na última sílaba.
São acentuadas graficamente as oxítonas terminadas em: a/as, e/es, o/os, e em/ens. 
As palavras oxítonas terminadas em i/is e u/us somente são acentuadas se estiverem precedidas de outras vogais.
Não são acentuadas as oxítonas que não apresentam as terminações supracitadas.

## Exemplos
- anzol' - an-zol
- melhor - me-lhor
- curió' - cu-ri-ó
- Jesus' - Je-sus
- ali' - a-li
- luar' - lu-ar
- cajá' - ca-já
- pardal' - par-dal
- sabiá' - sa-bi-á
- também - tam-bém
- maná' - ma-ná
- melhor - me-lhor
- Piauí - Pi - au -í'
- Baú - ba-ú